# Burg Rottum
Die Burg Rottum ist eine abgegangene Burg 4500 Meter südwestlich der Stadt Ochsenhausen im Landkreis Biberach in Baden-Württemberg.
Die Burg wurde vermutlich von den Herren von Rottum im 12. Jahrhundert erbaut, um 1115 erwähnt und im 14. Jahrhundert zerstört. Besitzer der Burg waren auch das Kloster Rot und das Kloster Ochsenhausen. 
Von der nicht genau lokalisierbaren Burganlage ist nichts erhalten.